# ゲパール (大型駆逐艦)
ゲパール（仏: Guépard）は、フランス海軍の大型駆逐艦。ゲパール級。

## 艦歴
ロリアン海軍工廠で1927年3月14日起工。1928年4月19日進水。1929年8月13日就役。
1940年6月14日、重巡洋艦「コルベール」、「デュプレクス」や他の同型艦などと共にイタリアのジェノヴァ砲撃に参加した。
1941年6月、イギリス軍はフランス領シリアへの侵攻を開始した（エクスポーター作戦）。これに対しシリアのフランス海軍の司令官ピエール・グートン少将は「ゲパール」や同型艦「ヴァルミ」、潜水艦を出撃させた。6月9日、「ゲパール」と「ヴァルミ」はリタニ川南方でオーストラリア軍第7師団を砲撃した。同日イギリス駆逐艦「ジェーナス」、「ジャッカル」、「アイシス」、「ホットスパー」と遭遇し交戦した。この海戦でフランス側は「ジェイナス」を大破させ「ジャッカル」も損傷させた。6月14日、軽巡洋艦「リアンダー」に発見されるが、攻撃を受ける前に逃走した。6月16日、弾薬輸送任務に就いていた駆逐艦「シュヴァリエ・ポール」からの救援要請を受け「ゲパール」と「ヴァルミ」は出航しようとしたが、軽巡洋艦「リアンダー」、駆逐艦「ジャーヴィス」、「キンバリー」が現れたためベイルートに戻った。この際短時間交戦した。2隻は敵艦隊が去った後再度出港し、撃沈された「シュヴァリエ・ポール」の乗員を救助した。23日、ベイルートを出港、沖で封鎖していたイギリス艦隊を突破しようとしたが断念して港に引き返した。7月には「ヴァルミ」、「ヴォークラン」と共にギリシャから増援部隊を運ぶ任務に就いたが、イギリス軍機に発見されたためトゥーロンへと向かった。
1942年11月27日にトゥーロンで他の艦艇と共に自沈した。